# 深谷正一
深谷 正一（ふかたに しょういち、1954年 - 1985年）は、日本のゲームクリエイター。ナムコに在職していた。

## 来歴
1977年にナムコ入社。以降、1980年代中頃までの同社のアーケードゲームを数多く手がけた。ゲームの他、協調型マルチタスクによる一種のフレームワーク（ナムコ社内では「ジョブコン」と呼称していた）の開発を行った。
1985年に肝臓破裂のため31歳で死去。
1986年にリリースされた『源平討魔伝』のエンディングに、深谷に捧げられた演出がある。

## エピソード
『ゼビウス』の試作品『シャイアン』について、当時新人だった遠藤雅伸とともに制作にかかわっていた。

## 作品
- ボムビー[2]
- キューティーQ[1][2]
- キング&バルーン[1]
- SOS
- スーパーパックマン
- ディグダグ[1]
- ボスコニアン（MSX版移植）
- ワープ&ワープ（MSX版移植）
- マッピー（ファミコン版移植）
- ドルアーガの塔（ファミコン版 SPECIAL EFFECT）
- ワープマン